# Лига чемпионов УЕФА среди женщин 2017/2018
Женская Лига чемпионов УЕФА 2017/18 — 17-й розыгрыш турнира (9-й с момента преобразования в Лигу чемпионов).
Финальный матч турнира состоялся 24 мая 2018 года на стадионе «Динамо» в Киеве. Победу одержал французский «Лион», победивший в финале немецкий «Вольфсбург» со счётом 4:1. «Лион» третий год подряд выиграл турнир и стал пятикратным обладателем трофея, обойдя «Франкфурт», выигрывавший турнир четыре раза.

## Участники турнира
Федерации, занимающие места с 1 по 12 в таблице коэффициентов, имеют право заявить для участия в турнире по две команды. Остальные федерации могут быть представлены одним клубом. Места федераций в таблице коэффициентов определяются результатами выступлений их представителей в соревнованиях под эгидой УЕФА с сезона 2011/12 по сезон 2015/16.
| 1/16 финала            | 1/16 финала             | 1/16 финала                | 1/16 финала              |
| ---------------------- | ----------------------- | -------------------------- | ------------------------ |
| Вольфсбург (1-е)       | Бавария (2-е)           | Лион (1-е)                 | Монпелье (2-е)           |
| Линчёпинг (1-е)        | Русенгорд (2-е)         | Манчестер Сити (1-е)       | Челси (2-е)              |
| Атлетико Мадрид (1-e)  | Барселона (2-е)         | Россиянка (1-е)            | Звезда-2005 (2-е)        |
| Фиорентина (1-е)       | Брешиа (2-е)            | Брондбю (1-е)              | Фортуна (2-е)            |
| Славия (Прага) (1-е)   | Спарта (Прага) (2-е)    | Санкт-Пёльтен (1-е)        | Глазго Сити (1-е)        |
| Лиллестрём (1-е)       |                         |                            |                          |
| Квалификационный раунд |                         |                            |                          |
| Штурм (2-е)            | Хиберниан Ледис (2-е)   | Эвальдснес (2-е)           | Цюрих (2-е)1             |
| Аякс (1-е)             | БИИК-Казыгурт (1-е)     | Аполлон (Лимасол) (1-е)    | Стандард (1-е)           |
| Медик (1-е)            | Стьярнан (1-е)          | Олимпия (Клуж) (1-е)       | Спартак (Суботица) (1-е) |
| МТК (1-е)              | ПК-35 (1-е)             | Конак Беледиеспор (1-е)    | Шелбурн (1-е)            |
| СФК 2000 (1-е)         | Спортинг (1-е)          | Гинтра Университетас (1-е) | Минск (1-е)              |
| Жилстрой-2 (1-е)       | Олимпия (Любляна) (1-е) | Осиек (1-е)                | ПАОК (1-е)               |
| Кирьят-Гат (1-е)       | НСА София (1-е)         | Пярну (1-е)                | Партизан (Бардеёв) (1-е) |
| Линфилд (1-е)          | КИ Клаксвик (1-е)       | Истатов (1-е)              | Суонси Сити (1-е)        |
| Влазния (1-е)          | Ригас (1-е)             | Брезница (1-е)             | Биркиркара (1-е)         |
| Норок (1-е)            | Беттембург (1-е)        | Хайвалия (1-е)             | Мартве (1-е)             |

Примечания
1. ↑  Чемпион Швейцарии, клуб «Нойнкирх», отказался от участия в турнире. Право выступления перешло к серебряному призёру чемпионата.

## Результаты

### Квалификационный раунд
| Условные цветовые обозначения  |
| ------------------------------ |
| Команда проходит в 1/16 финала |
| Команда не вышла из группы     |

Жеребьёвка квалификационного раунда состоялась 23 июня 2017 года в штаб-квартире УЕФА в Ньоне, Швейцария. При жеребьёвке команды были разбиты на четыре корзины в соответствии с таблицей клубных коэффициентов на начало сезона. Команды разбиты на десять групп по четыре команды. Турниры в группах состоятся в один круг, матчи пройдут с 22 по 28 августа 2017 года. Десять победителей групп и лучшая команда, из числа занявших второе место, выходят в 1/16 финала (при определении лучшей из вторых команд не учитываются результаты матчей против команд, занявших четвёртые места в группах).

#### Группа 1
| М | Команда              | И | В | Н | П | Мячи   | ±   | О |
| - | -------------------- | - | - | - | - | ------ | --- | - |
| 1 | Гинтра Университетас | 3 | 3 | 0 | 0 | 13 − 1 | +12 | 9 |
| 2 | Конак Беледиеспор    | 3 | 2 | 0 | 1 | 11 − 4 | +7  | 6 |
| 3 | Партизан (Бардеёв)   | 3 | 1 | 0 | 2 | 4 − 9  | −5  | 3 |
| 4 | Мартве               | 3 | 0 | 0 | 3 | 0 − 14 | −14 | 0 |

И — игры, В — выигрыши, Н — ничьи, П — проигрыши, Мячи — забитые и пропущенные голы, ± — разница голов, О — очки

#### Группа 2
| М | Команда         | И | В | Н | П | Мячи   | ±   | О |
| - | --------------- | - | - | - | - | ------ | --- | - |
| 1 | Олимпия (Клуж)  | 3 | 2 | 1 | 0 | 5 − 1  | +4  | 7 |
| 2 | Хиберниан Ледис | 3 | 1 | 2 | 0 | 7 − 2  | +5  | 5 |
| 3 | Жилстрой-2      | 3 | 1 | 1 | 1 | 10 − 2 | +8  | 4 |
| 4 | Суонси Сити     | 3 | 0 | 0 | 3 | 0 − 17 | −17 | 0 |

И — игры, В — выигрыши, Н — ничьи, П — проигрыши, Мячи — забитые и пропущенные голы, ± — разница голов, О — очки

#### Группа 3
| М | Команда  | И | В | Н | П | Мячи   | ±   | О |
| - | -------- | - | - | - | - | ------ | --- | - |
| 1 | Аякс     | 3 | 3 | 0 | 0 | 11 − 1 | +10 | 9 |
| 2 | Стандард | 3 | 2 | 0 | 1 | 10 − 3 | +7  | 6 |
| 3 | Пярну    | 3 | 1 | 0 | 2 | 3 − 4  | −1  | 3 |
| 4 | Ригас    | 3 | 0 | 0 | 3 | 0 − 16 | −16 | 0 |

И — игры, В — выигрыши, Н — ничьи, П — проигрыши, Мячи — забитые и пропущенные голы, ± — разница голов, О — очки

#### Группа 4
| М | Команда | И | В | Н | П | Мячи  | ±  | О |
| - | ------- | - | - | - | - | ----- | -- | - |
| 1 | Медик   | 3 | 2 | 1 | 0 | 6 − 2 | +4 | 7 |
| 2 | Шелбурн | 3 | 1 | 2 | 0 | 3 − 1 | +2 | 5 |
| 3 | ПК-35   | 3 | 1 | 1 | 1 | 2 − 2 | 0  | 4 |
| 4 | Линфилд | 3 | 0 | 0 | 3 | 2 − 8 | −6 | 0 |

И — игры, В — выигрыши, Н — ничьи, П — проигрыши, Мячи — забитые и пропущенные голы, ± — разница голов, О — очки

#### Группа 5
| М | Команда           | И | В | Н | П | Мячи   | ±   | О |
| - | ----------------- | - | - | - | - | ------ | --- | - |
| 1 | Аполлон (Лимасол) | 3 | 3 | 0 | 0 | 14 − 1 | +13 | 9 |
| 2 | Штурм             | 3 | 2 | 0 | 1 | 8 − 5  | +3  | 6 |
| 3 | НСА София         | 3 | 1 | 0 | 2 | 2 − 7  | −5  | 3 |
| 4 | Норок             | 3 | 0 | 0 | 3 | 0 − 11 | −11 | 0 |

И — игры, В — выигрыши, Н — ничьи, П — проигрыши, Мячи — забитые и пропущенные голы, ± — разница голов, О — очки

#### Группа 6
| М | Команда           | И | В | Н | П | Мячи   | ±   | О |
| - | ----------------- | - | - | - | - | ------ | --- | - |
| 1 | Минск             | 3 | 2 | 1 | 0 | 13 − 0 | +13 | 7 |
| 2 | Цюрих             | 3 | 2 | 1 | 0 | 7 − 1  | +6  | 7 |
| 3 | Олимпия (Любляна) | 3 | 1 | 0 | 2 | 2 − 7  | −5  | 3 |
| 4 | Биркиркара        | 3 | 0 | 0 | 3 | 0 − 14 | −14 | 0 |

И — игры, В — выигрыши, Н — ничьи, П — проигрыши, Мячи — забитые и пропущенные голы, ± — разница голов, О — очки

#### Группа 7
| М | Команда     | И | В | Н | П | Мячи   | ±   | О |
| - | ----------- | - | - | - | - | ------ | --- | - |
| 1 | Стьярнан    | 3 | 3 | 0 | 0 | 21 − 0 | +21 | 9 |
| 2 | Осиек       | 3 | 2 | 0 | 1 | 11 − 1 | +10 | 6 |
| 3 | КИ Клаксвик | 3 | 1 | 0 | 2 | 6 − 14 | −8  | 3 |
| 4 | Истатов     | 3 | 0 | 0 | 3 | 1 − 24 | −23 | 0 |

И — игры, В — выигрыши, Н — ничьи, П — проигрыши, Мячи — забитые и пропущенные голы, ± — разница голов, О — очки

#### Группа 8
| М | Команда       | И | В | Н | П | Мячи  | ±  | О |
| - | ------------- | - | - | - | - | ----- | -- | - |
| 1 | БИИК-Казыгурт | 3 | 3 | 0 | 0 | 6 − 1 | +5 | 9 |
| 2 | Спортинг      | 3 | 2 | 0 | 1 | 7 − 3 | +4 | 6 |
| 3 | МТК           | 3 | 1 | 0 | 2 | 2 − 5 | −3 | 3 |
| 4 | Хайвалия      | 3 | 0 | 0 | 3 | 1 − 7 | −6 | 0 |

И — игры, В — выигрыши, Н — ничьи, П — проигрыши, Мячи — забитые и пропущенные голы, ± — разница голов, О — очки

#### Группа 9
| М | Команда            | И | В | Н | П | Мячи   | ±   | О |
| - | ------------------ | - | - | - | - | ------ | --- | - |
| 1 | Эвальдснес         | 3 | 3 | 0 | 0 | 10 − 3 | +7  | 9 |
| 2 | Спартак (Суботица) | 3 | 2 | 0 | 1 | 13 − 3 | +10 | 6 |
| 3 | Брезница           | 3 | 0 | 1 | 2 | 3 − 10 | −7  | 1 |
| 4 | Кирьят-Гат         | 3 | 0 | 1 | 2 | 5 − 15 | −10 | 1 |

И — игры, В — выигрыши, Н — ничьи, П — проигрыши, Мячи — забитые и пропущенные голы, ± — разница голов, О — очки

#### Группа 10
| М | Команда    | И | В | Н | П | Мячи   | ±   | О |
| - | ---------- | - | - | - | - | ------ | --- | - |
| 1 | ПАОК       | 3 | 3 | 0 | 0 | 12 − 0 | +12 | 9 |
| 2 | Влазния    | 3 | 2 | 0 | 1 | 3 − 1  | +2  | 6 |
| 3 | СФК 2000   | 3 | 1 | 0 | 2 | 3 − 4  | −1  | 3 |
| 4 | Беттембург | 3 | 0 | 0 | 3 | 0 − 13 | −13 | 0 |

И — игры, В — выигрыши, Н — ничьи, П — проигрыши, Мячи — забитые и пропущенные голы, ± — разница голов, О — очки

### Плей-офф

#### 1/16 финала
Жеребьёвка 1/16 финала состоялась 1 сентября 2017 года в штаб-квартире УЕФА в Ньоне, Швейцария. Первые матчи пройдут 4 и 5 октября 2017 года, ответные — 11 и 12 октября 2017 года.
| Команда 1            | Итог     | Команда 2      | 1-й матч | 2-й матч |
| -------------------- | -------- | -------------- | -------- | -------- |
| Стьярнан             | 5:1      | Россиянка      | 1:1      | 4:1      |
| Фиорентина           | 2:1      | Фортуна        | 2:1      | 0:0      |
| Аполлон              | 0:4      | Линчёпинг      | 0:1      | 0:3      |
| Монпелье             | 2:1      | Звезда-2005    | 0:1      | 2:0      |
| БИИК-Казыгурт        | 4:4 (гв) | Глазго Сити    | 3:0      | 1:4      |
| Гинтра Университетас | 3:2      | Цюрих          | 1:1      | 2:1      |
| Атлетико Мадрид      | 2:15     | Вольфсбург     | 0:3      | 2:12     |
| Лиллестрём           | 3:1      | Брондбю        | 0:0      | 3:1      |
| Аякс                 | 1:2      | Брешиа         | 1:0      | 0:2      |
| Санкт-Пёльтен        | 0:6      | Манчестер Сити | 0:3      | 0:3      |
| Челси                | 2:2 (гв) | Бавария        | 1:0      | 1:2      |
| Минск                | 4:7      | Славия Прага   | 1:3      | 3:4      |
| Медик                | 0:14     | Лион           | 0:5      | 0:9      |
| ПАОК                 | 0:8      | Спарта Прага   | 0:5      | 0:3      |
| Олимпия Клуж         | 0:5      | Русенгорд      | 0:1      | 0:4      |
| Эвальдснес           | 0:6      | Барселона      | 0:4      | 0:2      |

#### 1/8 финала
Жеребьёвка 1/8 финала состоялась 16 октября 2017 года в штаб-квартире УЕФА в Ньоне, Швейцария. Первые матчи прошли 8 и 9 ноября 2017 года, ответные — 15 и 16 ноября 2017 года.
| Команда 1            | Итог | Команда 2      | 1-й матч | 2-й матч |
| -------------------- | ---- | -------------- | -------- | -------- |
| Спарта Прага         | 1:4  | Линчёпинг      | 1:1      | 0:3      |
| Гинтра Университетас | 0:9  | Барселона      | 0:6      | 0:3      |
| Челси                | 4:0  | Русенгорд      | 3:0      | 1:0      |
| Лиллестрём           | 1:7  | Манчестер Сити | 0:5      | 1:2      |
| Брешиа               | 2:9  | Монпелье       | 2:3      | 0:6      |
| БИИК-Казыгурт        | 0:16 | Лион           | 0:7      | 0:9      |
| Фиорентина           | 3:7  | Вольфсбург     | 0:4      | 3:3      |
| Стьярнан             | 1:2  | Славия         | 1:2      | 0:0      |

#### 1/4 финала
Жеребьёвка 1/4 финала состоялась 24 ноября 2017 года в штаб-квартире УЕФА в Ньоне, Швейцария. Первые матчи прошли 21 и 22 марта 2018 года, ответные — 28 и 29 марта 2018 года.
| Команда 1      | Итог | Команда 2 | 1-й матч | 2-й матч |
| -------------- | ---- | --------- | -------- | -------- |
| Монпелье       | 1:5  | Челси     | 0:2      | 1:3      |
| Вольфсбург     | 6:1  | Славия    | 5:0      | 1:1      |
| Манчестер Сити | 7:3  | Линчёпинг | 2:0      | 5:3      |
| Лион           | 3:1  | Барселона | 2:1      | 1:0      |

#### 1/2 финала
Жеребьёвка 1/2 финала состоялась 24 ноября 2017 года в штаб-квартире УЕФА в Ньоне, Швейцария. Первые матчи пройдут 21 и 22 апреля 2018 года, ответные — 28 и 29 апреля 2018 года.
| Команда 1      | Итог | Команда 2  | 1-й матч | 2-й матч |
| -------------- | ---- | ---------- | -------- | -------- |
| Челси          | 1:5  | Вольфсбург | 1:3      | 0:2      |
| Манчестер Сити | 0:1  | Лион       | 0:0      | 0:1      |

#### Финал
| 24 мая 2018 19:00 (UTC+3:00) | \| Вольфсбург \| 1:4 (0:0) д.в. UEFA \| Лион \| \| Хардер 93′ \| Голы \| 98′ Анри · 99′ Ле Соммер · 103′ Хегерберг · 116′ Абили \| | «Динамо им. Валерия Лобановского», Киев Зрителей: 14 237 Судья: Яна Адамкова |
| Вольфсбург                   | 1:4 (0:0) д.в. UEFA | Лион                                                                         |
| Хардер 93′                   | Голы | 98′ Анри · 99′ Ле Соммер · 103′ Хегерберг · 116′ Абили                       |

### Символическая сборная турнира
Символическая сборная по версии УЕФА
| Вратарь                                                 | Защитники | Полузащитники | Нападающие |
| ------------------------------------------------------- | --- | --- | --- |
| - Сандра Паньос (Барселона) - Альмут Шульт (Вольфсбург) | - Стефани Хьютон (Манчестер Сити) - Люси Бронз (Лион) - Амель Маджри (Лион) - Гридж Мбок Бати (Лион) - Венди Ренар (Лион) | - Амандин Анри (Лион) - Чжи Со Юн (Челси) - Саки Кумагаи (Лион) - Дженнифер Марожан (Лион) - Джорджия Стэнуэй (Манчестер Сити) | - Пернилле Хардер (Вольфсбург) - Ада Хегерберг (Лион) - Фрэн Кирби (Челси) - Лике Мартенс (Барселона) - Эжени Ле Соммер (Лион) - Ева Пайор (Вольфсбург) |